# Caparrosa
Caparrosa ist ein Ort und eine ehemalige Gemeinde (Freguesia) im portugiesischen Kreis Tondela. Die Gemeinde hatte 806 Einwohner (Stand 30. Juni 2011).
Am 29. September 2013 wurden die Gemeinden Caparrosa und Silvares zur neuen Gemeinde União das Freguesias de Caparrosa e Silvares zusammengeschlossen. Caparrosa ist Sitz dieser neu gebildeten Gemeinde.

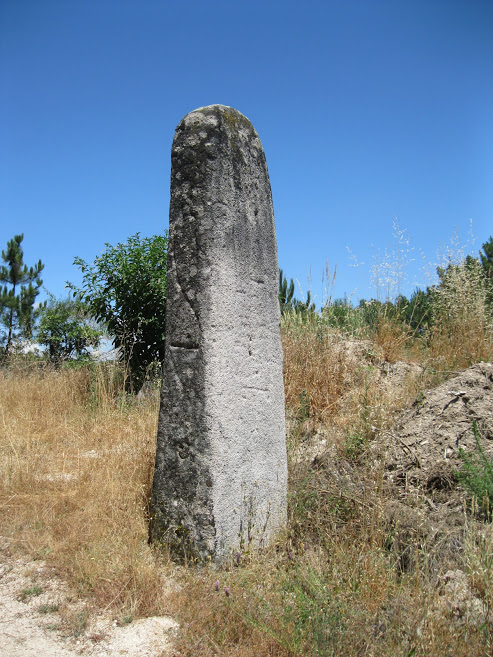
Menhir von Caparrosa